# Morasverdes
Morasverdes – gmina w Hiszpanii, w prowincji Salamanka, w Kastylii i León, o powierzchni 51,88 km². W 2011 roku gmina liczyła 310 mieszkańców.